# Șorecar comun

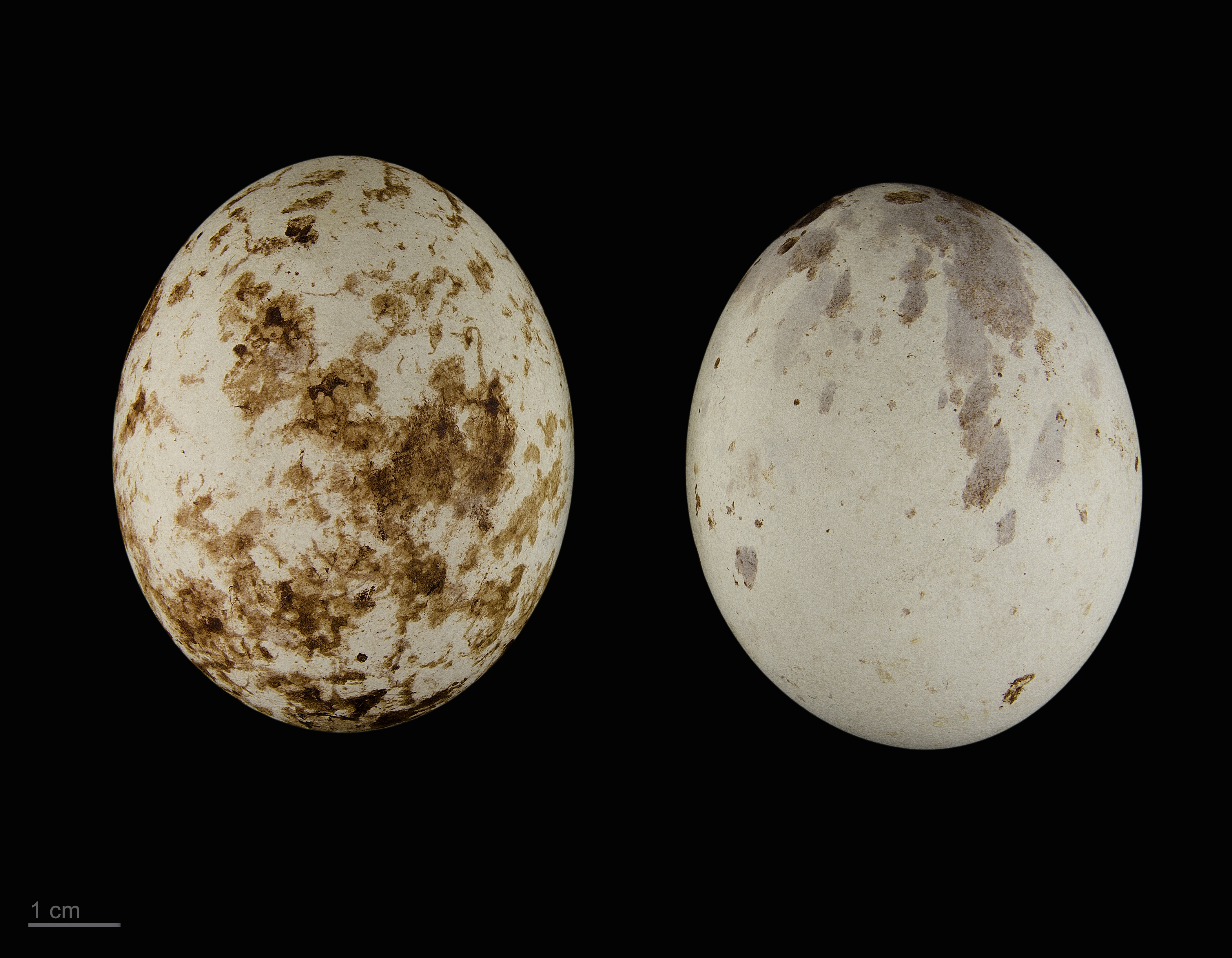
Buteo buteo - MHNT

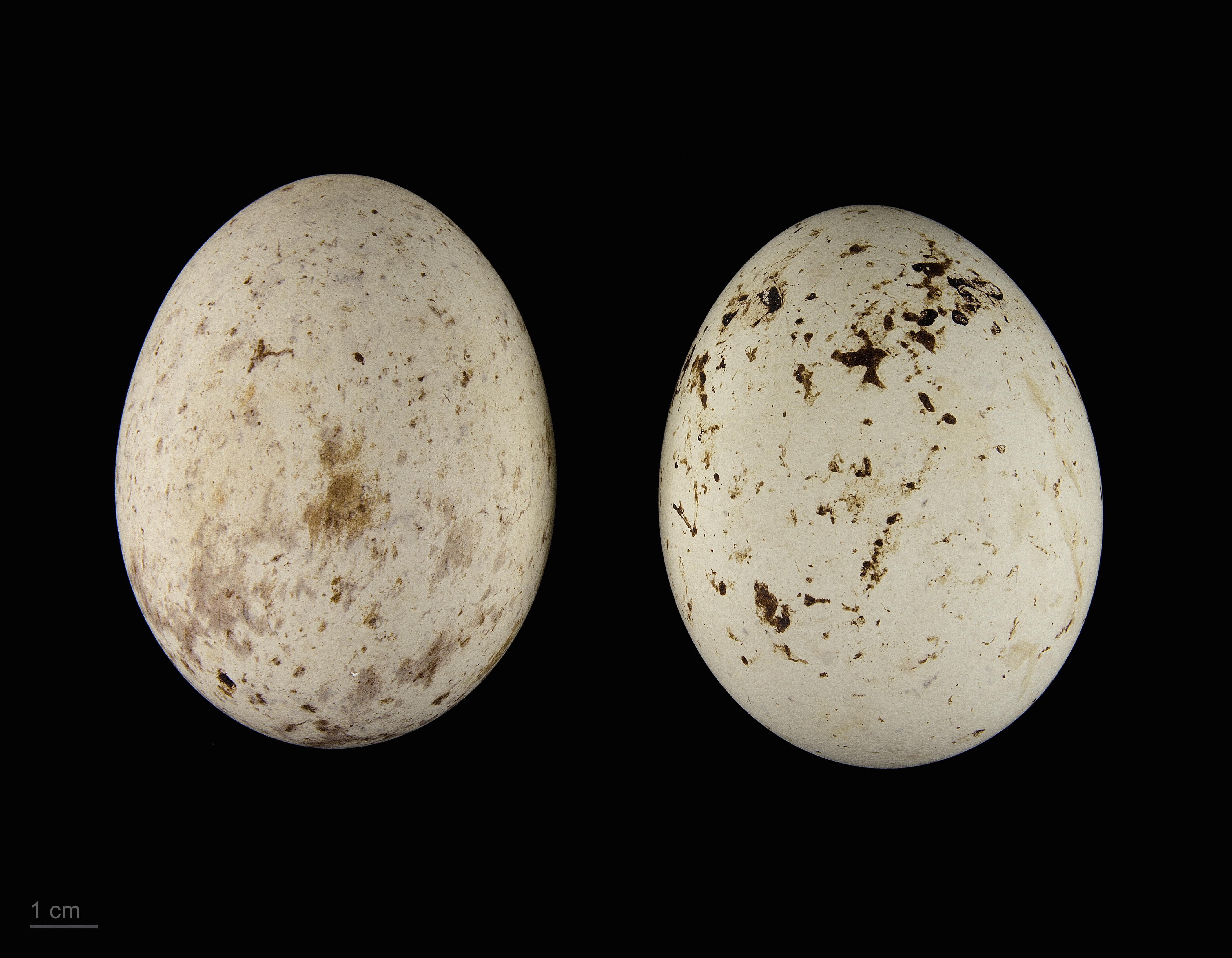
Buteo buteo rotschildi - MHNT

Șorecarul comun (Buteo buteo) este una dintre cele mai des întâlnite păsări de pradă din România. Șorecarul comun este întâlnit atât în zonele împădurite și în câmpiile întinse unde folosește orice loc cu vizibilitate sporită.